# Metaeritrichium
- Commons
- Wikispecies

Metaeritrichium é um gênero de plantas pertencente à família Boraginaceae.